# 全国切手展
全国切手展/JAPEX（ぜんこくきっててん）とは、日本最大の郵趣コレクションの展覧会で、公益財団法人日本郵趣協会(JPS)の主催により、1966年(昭和41年)から毎年秋に開催されている。競争出品を全国から公募して展示しており、審査は国際郵趣連盟(FIP)の基準に従って行われており、金銀賞（75点）以上を獲得した作品にはFIP基準の国際切手展への出品資格が与えられる。

## 概要
第2次世界大戦後、日本において郵政省と郵趣団体が協力した展覧会が各地で頻繁に開催されたが、これらは逓信事業啓発が中心となり、今日的な展覧会のイメージではなかった。
全国規模の競争切手展の第1号は、1950年に日本橋・三越で開催された「全日本切手コンクール」（朝日新聞社主催、郵政省後援）である。この展覧会は1回だけで終わり、1951年より「全日本切手展」（毎日新聞社主催、郵政省後援）に継承された。全日本切手展の第1回から第10回までは、出品物の規格は、新聞紙大の台紙に切手や封筒を貼り付ける形式に限定されていた。1961年の第11回にはアルバムページ(10ページ)による出品も認められるようになった。
1962年に日本郵趣協会(JPS)の創始者である水原明窗の命を受けた魚木五夫が本業でのアメリカ出張を利用して同国における最新の郵趣状況を調査し、郵趣先進国の実情を目の当たりにした魚木は切手の展示に利用できる台紙をアルバム・リーフに限定し、また競争展のルールもアメリカのものを参考にするなど、国際基準に則った新しい国内切手展の開催を発案した。その結果、1966年11月3日から6日にかけて全国切手展(JAPEX=Japan Philatelic Exhibition)の第1回目がJPS主催で開催された。
JAPEXは出品料も入場料も有料としたが、当時そのような切手展は皆無であったため理解が得られず、第1回目JAPEXは低調な結果に終わった。そこで翌年以降はテコ入れを図ることとなり、1967年の第2回目には全国70カ所に宣伝のためのキャラバン隊を派遣したほか、記念品の作成も行った。以降、JAPEXは毎年11月頃に開催されている。
開始当時は1971年に郵便創業100周年を控えていたこともあり、これを記念する切手展をいかに開催するかが郵趣界の懸案であり、JAPEXはそこに向けた演習も兼ねていた。しかし実際には1971年、1981年に開催された国際切手展にJPSは関わることができず（日本におけるFIP加盟団体は日本郵趣連合）、JPSが国際展の運営へ参加を果たしたのは1991年開催時からであった。

## 切手展の構成
審査が行われない非競争部門、審査により採点が行われる競争部門とに大別される
- 非競争部門には、名誉出品(コートオブオナー)、企画出品、審査員出品のクラスがある。
- 競争部門には、チャンピオンクラス、レギュラークラス、ワンフレームクラス、刊行物クラスの4クラスがあり、レギュラークラスとワンフレームクラスは、伝統郵趣、ステーショナリー、郵便史コレクション(ポスタルヒストリー)、航空郵趣(エアロフィラテリー)、郵便印郵趣(マルコフィリー)、テーマティクの各部門で構成されている。

## 切手展の審査
各部門ごとの審査基準が事前に公表されており、国際郵趣連盟(FIP)の審査基準に準拠して絶対評価のポイント制で行われる。審査結果は、出品者別の得点表と総合評価をとりまとめた審査総評が公表され、出品者へは各項目ごとの得点やコメントが記載された評価表が配布される。
また出品公募前には出品相談(出品コンサルティング)、審査発表後には審査員と出品者との対話(ジュリー・アプレイザル)が実施されている。